# Haren (Alemanha)
Haren é uma cidade da Alemanha localizada no distrito de Emsland, estado de Baixa Saxônia.